# 링크드인
링크드인(LinkedIn, /lɪŋktˈɪn/)은 미국의 비즈니스 및 고용 중심 소셜 네트워크 서비스이다. 이 플랫폼은 주로 직업 네트워킹 및 경력 개발에 사용되며, 구직자가 이력서를 올리고 고용주가 채용 공고를 올릴 수 있게 한다. 2024년 기준 링크드인은 200개 이상의 국가 및 지역에서 10억 명 이상의 등록 회원을 보유하고 있다. 이 서비스는 2003년 5월 5일 리드 호프만과 에릭 라이가 시작했으며, 설립 이후 세쿼이아 캐피털을 포함한 수많은 벤처 캐피털 회사로부터 자금을 지원받았다. 사용자는 플랫폼에서 다른 사람들을 초대하여 연결(connection)을 맺을 수 있으며, 초대된 사람이 이미 링크드인 회원이 아니어도 상관없다. 링크드인은 또한 오프라인 이벤트를 조직하고, 그룹을 만들고 참여하고, 기사를 작성하며, 사진과 비디오를 게시하는 데 사용될 수 있다.
2007년에 플랫폼 사용자는 천만 명에 달했으며, 링크드인은 인도, 오스트레일리아, 아일랜드 등 전 세계에 사무실을 열었다. 2010년 10월 링크드인은 실리콘 밸리 인사이더의 가장 가치 있는 스타트업 톱 100 목록에서 10위에 올랐다. 2015년부터 회사 수익의 대부분은 회원 정보에 대한 접근 권한을 채용 담당자와 영업 전문가에게 판매하는 것에서 나왔다. 링크드인은 또한 회사들이 플랫폼에 광고를 할 수 있도록 링크드인 광고라는 자체 광고 포털을 도입했다. 2016년 12월, 마이크로소프트는 링크드인을 262억 달러에 인수했으며, 이는 당시 가장 큰 인수였다. 2017년 이후 B2B 마케터의 94%가 콘텐츠를 배포하는 데 링크드인을 사용하고 있다.
링크드인은 추천 기능과 회원의 이메일 계정을 사용하여 스팸 메일을 보내는 것과 같은 디자인 선택에 대해 비판을 받아왔다. 링크드인의 취약한 보안 관행으로 인해 웹사이트에서 여러 사건이 발생했는데, 2012년에는 약 640만 명의 사용자 암호 해시가 도난당하여 온라인에 공개되었고, 2016년에는 1억 1,700만 개의 링크드인 사용자 이름과 암호(2012년 해킹에서 유출된 것으로 추정)가 판매되기도 했다. 이 플랫폼은 특히 코로나19 범유행 및 2020년 미국 대통령 선거와 관련된 오보 및 역정보를 제대로 처리하지 못했다는 비판도 받았다. 여러 국가에서 링크드인에 접근 금지 또는 제한을 가했는데, 2016년 러시아, 2021년 카자흐스탄, 2023년 중화인민공화국에서 차단되었다.

## 회사 개요
마운틴뷰 (캘리포니아주)에서 설립된 링크드인은 현재 마운틴뷰 (캘리포니아주)에 본사를 두고 있으며, 2024년 2월 11일 기준 전 세계 36개 지사를 운영하고 있다. 2024년 2월 현재, 회사는 약 18,500명의 직원을 보유하고 있다.
링크드인의 현재 CEO는 라이언 로슬란스키이다. 이전 링크드인 CEO였던 제프 와이너는 현재 회장으로 재직 중이다. 링크드인의 설립자인 리드 호프만은 이사회 의장이다. 이 회사는 세쿼이아 캐피털, 그레이록, 베인 캐피털 벤처스, 베세머 벤처 파트너스 및 유럽 설립자 기금으로부터 자금 지원을 받았다. 링크드인은 2006년 3월에 수익성을 달성했다. 2011년 1월부터 이 회사는 총 1억 3백만 달러(2011년 기준 $1.17억에 해당)의 투자를 유치했다. 링크드인은 2011년 1월 기업공개를 신청했으며, 5월에 뉴욕 증권거래소 종목코드 "LNKD"로 첫 거래를 시작했다.

## 역사

### 2002년부터 2011년까지의 설립

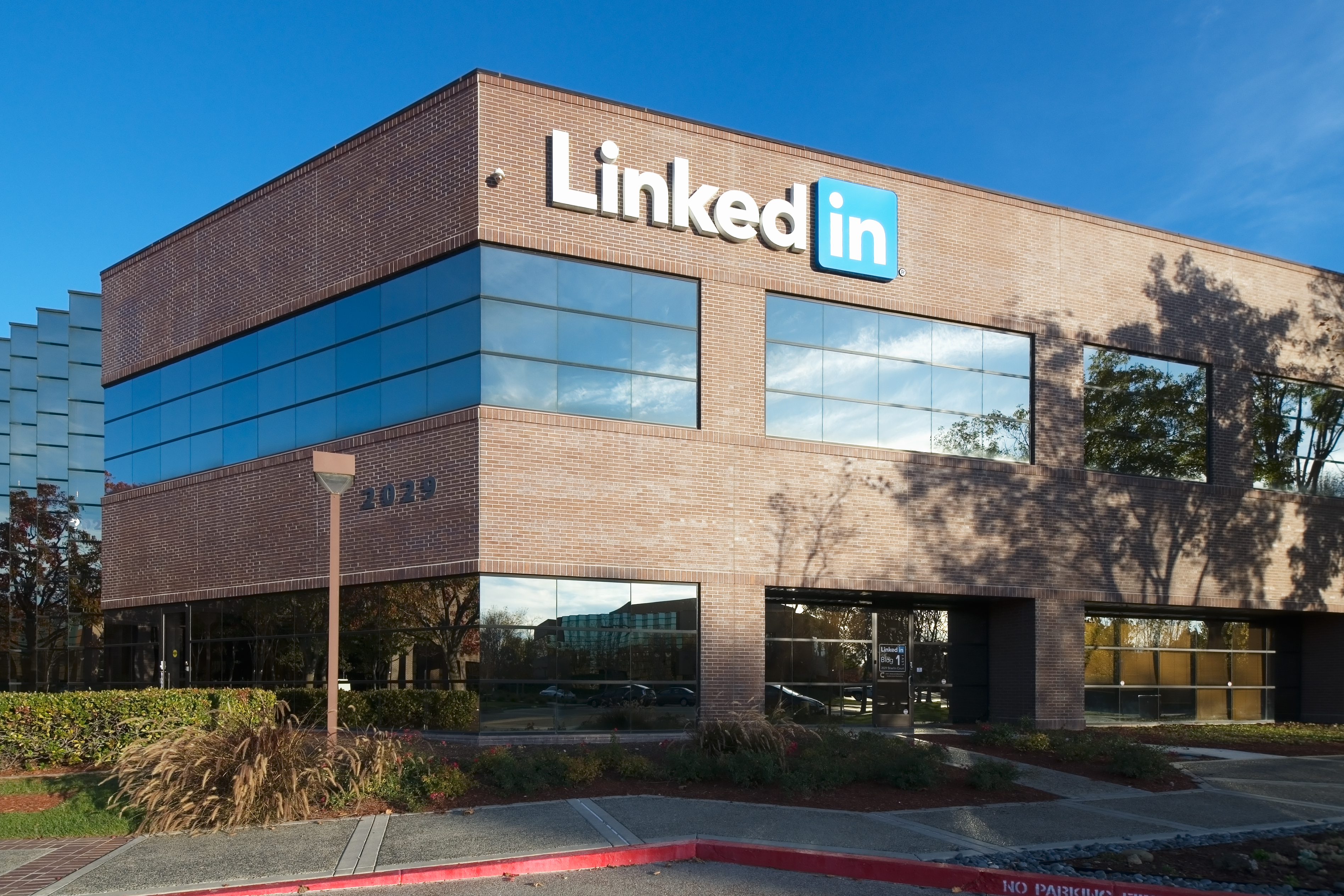
마운틴뷰 (캘리포니아주) 스틸린 코트에 위치한 이전 링크드인 본사

이 회사는 2002년 12월 리드 호프만과 페이팔 및 Socialnet.com의 창립 팀원들(앨런 블루, 에릭 라이, 장-뤽 발랑, 리 하워, 콘스탄틴 게리케, 스티븐 바이첼, 데이비드 이브스, 이안 맥니쉬, 얀 푸잔테, 크리스 새체리)에 의해 설립되었다. 2003년 말, 세쿼이아 캐피털이 이 회사의 시리즈 A 투자를 주도했다. 2004년 8월, 링크드인 사용자는 100만 명에 달했다. 2006년 3월, 링크드인은 첫 달 수익성을 달성했다. 2007년 4월, 링크드인 사용자는 1천만 명에 달했다. 2008년 2월, 링크드인은 모바일 버전을 출시했다.
2008년 6월, 세쿼이아 캐피털, 그레이록 파트너스, 기타 벤처 캐피털 회사들이 회사 지분 5%를 5,300만 달러에 인수하여 회사의 기업가치를 약 10억 달러로 평가했다. 2009년 11월, 링크드인은 뭄바이에 사무실을 열었고 곧이어 시드니에도 사무실을 열면서 아시아-태평양 팀 확장을 시작했다. 2010년, 링크드인은 더블린, 아일랜드에 국제 본부를 열었고, 타이거 글로벌 매니지먼트 LLC로부터 약 20억 달러의 기업가치로 2천만 달러의 투자를 받았으며, 첫 번째 인수 대상인 Mspoke를 발표했고, 프리미엄 구독 비율을 1%로 개선했다. 그 해 10월, 실리콘 밸리 인사이더는 이 회사를 가장 가치 있는 스타트업 톱 100 목록에서 10위로 선정했다. 12월까지 이 회사는 사설 시장에서 15억 7,500만 달러의 가치로 평가되었다. 링크드인은 2009년에 인도에서 사업을 시작했으며, 첫 해의 상당 부분을 인도 전문가들을 이해하고 회원들이 경력 개발을 위해 링크드인을 활용하도록 교육하는 데 집중했다.

### 2011년부터 현재까지

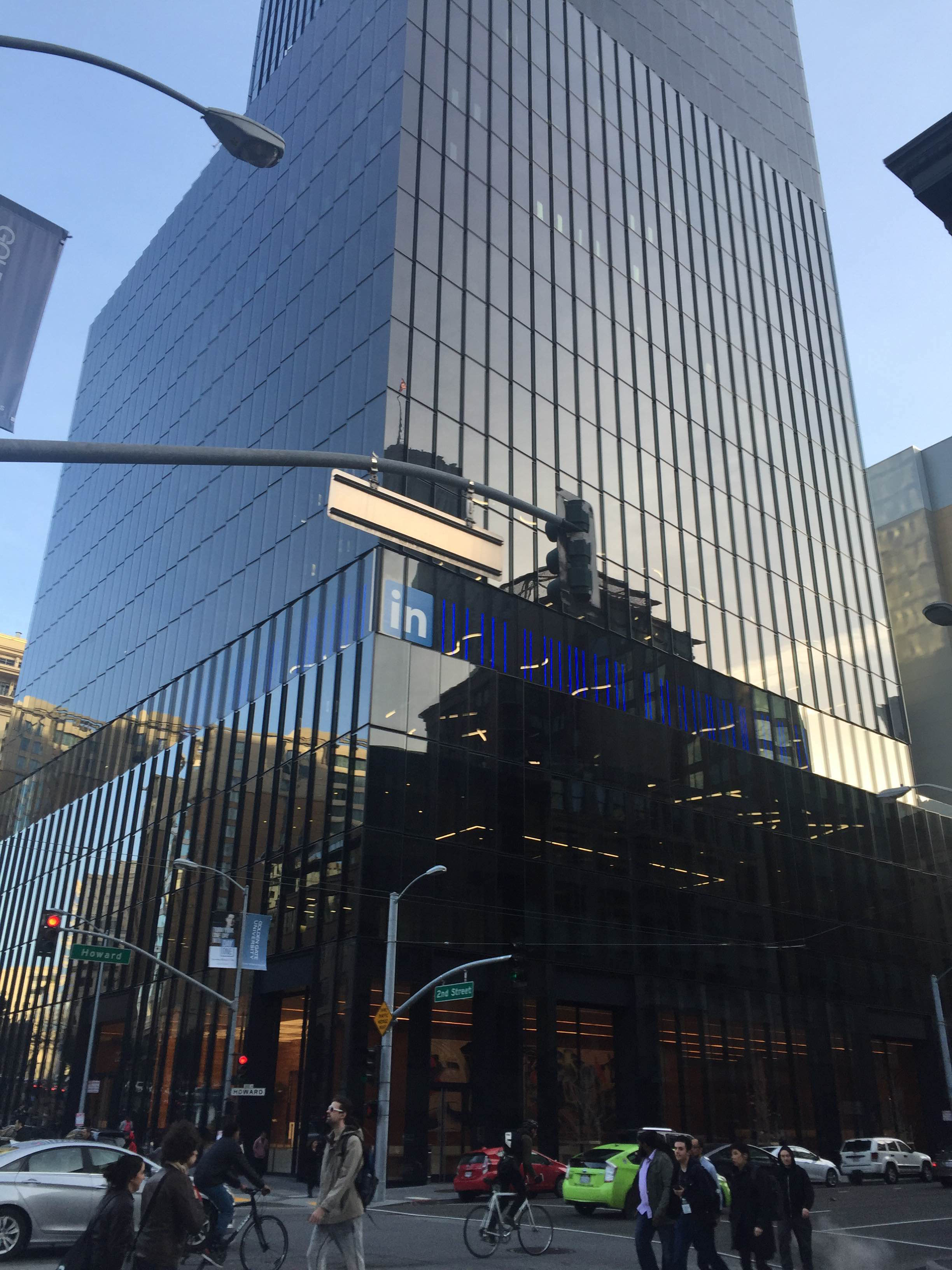
샌프란시스코 222 세컨드 스트리트에 있는 링크드인 사무실 건물 (2016년 3월 개장)

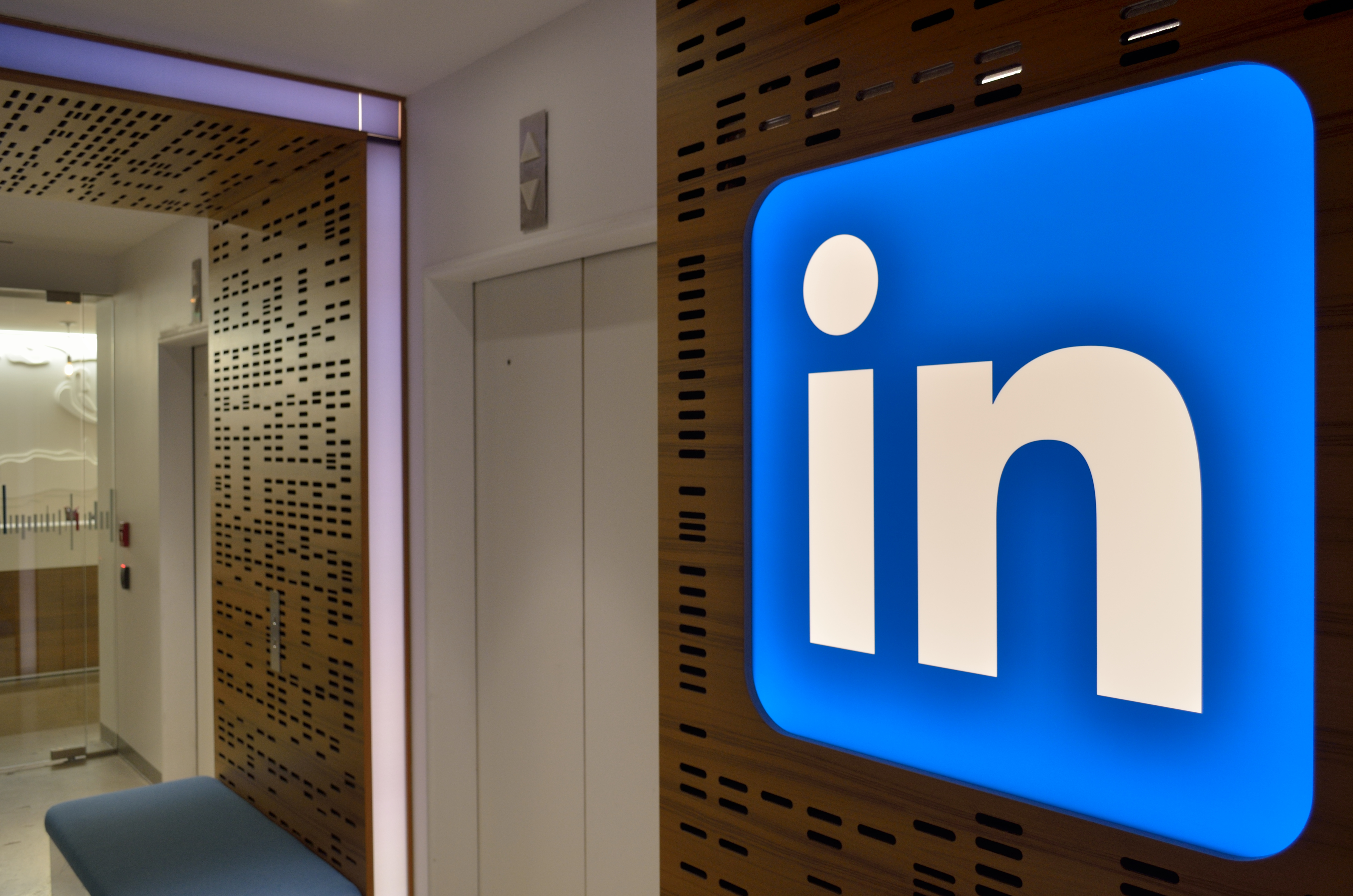
토론토 이턴 센터 내 토론토 링크드인 사무실

링크드인은 2011년 1월 기업공개를 신청했다. 이 회사는 2011년 5월 19일 뉴욕 증권거래소 종목 코드 "LNKD"로 첫 주식을 주당 45달러(2011년 기준 $51.00에 해당)에 거래했다. 링크드인 주가는 뉴욕 증권거래소 첫 거래일 171%까지 상승하여 IPO 가격보다 109% 이상 높은 94.25달러에 마감했다. IPO 직후, 사이트의 기본 인프라가 가속화된 개정-릴리스 주기를 허용하도록 수정되었다. 2011년 링크드인은 광고 수익만으로 1억 5,460만 달러를 벌어 트위터의 1억 3,950만 달러를 넘어섰다. 링크드인의 2011년 4분기 수익은 소셜 미디어 세계에서의 성공 증가로 인해 급증했다. 이 시점에서 링크드인은 2010년의 500명에 비해 약 2,100명의 정규직 직원을 보유하고 있었다.
2014년 4월, 링크드인은 샌프란시스코 소마(SoMa) 지구에 건설 중인 26층 건물인 222 세컨드 스트리트를 최대 2,500명의 직원을 수용하기 위해 임대했다고 발표했다. 임대 기간은 10년이었다. 목표는 모든 샌프란시스코 기반 직원(2016년 1월 기준 1,250명)을 한 건물에 모아 영업 및 마케팅 직원과 연구 개발 팀을 통합하는 것이었다. 2016년 3월에 이전을 시작했다. 2016년 2월, 실적 발표 후 링크드인 주가는 하루 만에 43.6% 하락하여 주당 108.38달러가 되었다. 링크드인은 그날 시가총액에서 100억 달러를 잃었다.
2016년, 링크드인에 대한 접근은 러시아 시민의 개인 데이터를 러시아 내 서버에 저장하도록 요구하는 2015년 국가 법률을 준수하지 않아 러시아 당국에 의해 차단되었다.
2016년 6월, 마이크로소프트는 링크드인을 주당 196달러, 총 262억 달러에 인수할 것이라고 발표했다. 이는 마이크로소프트가 당시 가장 큰 규모의 인수였으며, 2022년 액티비전 블리자드 인수까지 그랬다. 이 인수는 전액 현금, 부채 조달 거래가 될 것이었다. 마이크로소프트는 링크드인이 "독립적인 브랜드, 문화, 독립성을 유지"하도록 허용할 것이며, 와이너는 계속 CEO로 남아 마이크로소프트 CEO 사티아 나델라에게 보고할 것이었다. 분석가들은 마이크로소프트가 링크드인을 오피스 제품군과 통합하여 전문 네트워크 시스템을 자사 제품과 더 잘 통합할 기회를 보았다고 믿었다. 거래는 2016년 12월 8일에 완료되었다.
2016년 말, 링크드인은 더블린 사무실에 200개의 새로운 직책을 추가할 계획이라고 발표했으며, 이는 총 직원 수를 1,200명으로 늘릴 것이었다. 2017년부터 B2B 마케터의 94%가 링크드인을 사용하여 콘텐츠를 배포한다.
링크드인이 마이크로소프트에 인수된 직후, 링크드인의 새로운 데스크톱 버전이 출시되었다. 새로운 버전은 모바일과 데스크톱 간의 사용자 경험을 유사하게 만들기 위함이었다. 이전에 출시된 모바일 앱에서 받은 피드백에 따라 일부 변경 사항이 적용되었다. 많이 사용되지 않는 기능은 제거되었다. 예를 들어, 연락처 태그 지정 및 필터링 기능은 더 이상 지원되지 않는다.
새로운 사용자 인터페이스 (UI) 출시 후, 일부 사용자들은 이전 버전에서 존재했던 기능 누락, 느림, 버그에 대해 불평했다. 이러한 문제는 무료 및 프리미엄 사용자 모두에게 발생했으며, 사이트의 데스크톱 및 모바일 버전 모두에서 나타났다.
2019년, 링크드인은 프리랜서가 플랫폼에서 검색될 수 있도록 '사업 개시(Open for Business)' 기능을 전 세계적으로 출시했다. 링크드인 이벤트는 같은 해에 출시되었다.
2020년 6월, 제프 와이너는 11년간의 재직 끝에 CEO직에서 물러나 회장직을 맡았다. 라이언 로슬란스키는 제품 담당 수석 부사장직에서 CEO로 승진했다. 2020년 7월 말, 링크드인은 인재 확보 및 글로벌 영업팀에서 전체 인력의 약 6%에 해당하는 960명을 해고한다고 발표했다. 라이언 로슬란스키 CEO는 전 직원에게 보낸 이메일에서 이번 감원이 전 세계적인 코로나19 범유행의 영향 때문이라고 밝혔다.
2021년 4월, CyberNews는 5억 개의 링크드인 계정이 온라인에 유출되었다고 주장했다. 그러나 링크드인은 "판매 목적으로 게시된 링크드인 데이터 세트 주장에 대해 조사한 결과, 여러 웹사이트 및 회사에서 수집된 데이터의 집합체임을 확인했다"고 밝혔다.
2021년 6월, PrivacySharks는 7억 개 이상의 링크드인 기록이 해커 포럼에서 판매되고 있다고 주장했다. 링크드인은 나중에 이는 유출이 아니라 웹 스크래핑된 데이터이며, 이는 서비스 약관 위반이라고 밝혔다.
마이크로소프트는 2021년 10월 중국에서 링크드인 운영을 중단했다.
2022년 링크드인은 2021년 103억 달러에 비해 138억 달러의 수익을 올렸다.
2023년 5월, 링크드인은 2만 명의 인력 중 716개의 직책을 감축했다. 라이언 로슬란스키 CEO의 서한에 따르면, 이 조치는 사업 운영을 간소화하기 위한 것이었다. 로슬란스키는 또한 이 결정으로 250개의 일자리가 창출될 것이라고 밝혔다. 또한, 링크드인은 중국 현지 채용 앱 서비스도 중단한다고 발표했다.
2024년 6월, 액시오스는 링크드인이 유료 프리미엄 사용자를 대상으로 새로운 AI 비서를 테스트하고 있다고 보도했다.
2024년 9월, 링크드인은 정보 위원회 사무실 (ICO)의 우려 제기 후 영국 사용자 데이터의 AI 모델 훈련 사용을 중단했다. 이 플랫폼은 전 세계 사용자를 AI 훈련을 위한 데이터 사용에 조용히 동의시켰다. 그러나 ICO의 피드백에 따라 링크드인은 영국 사용자에 대한 이러한 관행을 중단했다. 회사 대변인은 링크드인이 항상 사용자가 자신의 데이터 사용 방식을 제어할 수 있도록 허용했으며, 이제 영국 사용자에게 옵트아웃 옵션을 제공했다고 밝혔다.
2024년 11월, 링크드인은 16세 미만의 소셜 미디어 플랫폼 사용을 금지하려는 호주 법률에 대해 "미성년자에게 흥미롭거나 매력적인 콘텐츠가 없다"는 이유로 이의를 제기했다.

### 인수
2012년 7월, 링크드인은 4백만 달러에 "이야기를 추천하는 버튼 클릭" 특허를 포함한 디그의 핵심 특허 15개를 인수했다.
| 번호 | 인수일           | 회사         | 사업                     | 국가   | 가격         | 설명                                                                                      | Ref.   |
| ---- | ---------------- | ------------ | ------------------------ | ------ | ------------ | ----------------------------------------------------------------------------------------- | ------ |
| 1    | 2010년 8월 4일   | mspoke       | 콘텐츠의 적응형 개인화   | USA    | $0.6 million | 링크드인 추천                                                                             | [ 64 ] |
| 2    | 2010년 9월 23일  | ChoiceVendor | 소셜 B2B 리뷰            | USA    | $3.9 million | B2B 서비스 제공업체 평가 및 리뷰                                                          | [ 66 ] |
| 3    | 2011년 1월 26일  | CardMunch    | 소셜 연락처              | USA    | $1.7 million | 명함 스캔 및 가져오기                                                                     | [ 67 ] |
| 4    | 2011년 10월 5일  | Connected    | 소셜 CRM                 | USA    | -            | 링크드인 커넥티드                                                                         | [ 68 ] |
| 5    | 2011년 10월 11일 | IndexTank    | 소셜 검색                | USA    | -            | 링크드인 검색                                                                             | [ 69 ] |
| 6    | 2012년 2월 22일  | Rapportive   | 소셜 연락처              | USA    | $15 million  | -                                                                                         | [ 71 ] |
| 7    | 2012년           | ESAYA Inc.   | 소셜 콘텐츠              | USA    | -            | TrueSwitch - 공급자 계정 간 이메일, 연락처 및 캘린더 데이터 마이그레이션                  | [ 72 ] |
| 8    | 2012년 5월 3일   | 슬라이드셰어 | 소셜 콘텐츠              | USA    | $119 million | 콘텐츠를 통해 사람들을 발견하는 방법 제공                                                 | [ 73 ] |
| 9    | 2013년 4월 11일  | 펄스         | 웹/모바일 뉴스 리더      | USA    | $90 million  | 확실한 전문 출판 플랫폼                                                                   | [ 74 ] |
| 10   | 2014년 2월 6일   | Bright.com   | 구직 매칭                | USA    | $120 million |                                                                                           | [ 75 ] |
| 11   | 2014년 7월 14일  | Newsle       | 웹 애플리케이션          | USA    | -            | 사용자가 페이스북 친구, 링크드인 연락처 및 공인에 대한 실제 뉴스를 팔로우할 수 있게 한다. | [ 76 ] |
| 11   | 2014년 7월 22일  | Bizo         | 웹 애플리케이션          | USA    | $175 million | 광고주가 기업 및 전문가에게 접근하도록 돕는다.                                            | [ 77 ] |
| 12   | 2015년 3월 16일  | Careerify    | 웹 애플리케이션          | 캐나다 | -            | 소셜 미디어를 사용하여 기업이 사람들을 고용하도록 돕는다.                                 | [ 78 ] |
| 13   | 2015년 4월 2일   | Refresh.io   | 웹 애플리케이션          | USA    | -            | 사용자가 만나기 직전 네트워크에 있는 사람들에 대한 통찰력을 보여준다.                     | [ 79 ] |
| 14   | 2015년 4월 9일   | Lynda.com    | 이러닝                   | USA    | $1.5 billion | 사용자가 비디오를 통해 비즈니스, 기술, 소프트웨어 및 창의적 기술을 배울 수 있게 한다.     | [ 80 ] |
| 15   | 2015년 8월 28일  | Fliptop      | 예측 영업 및 마케팅 회사 | USA    | -            | 데이터 과학을 사용하여 기업이 더 많은 판매를 달성하도록 돕는다.                           | [ 81 ] |
| 16   | 2016년 2월 4일   | Connectifier | 웹 애플리케이션          | USA    | -            | 기업의 채용을 돕는다.                                                                     | [ 82 ] |
| 17   | 2016년 7월 26일  | PointDrive   | 웹 애플리케이션          | USA    | -            | 영업 사원이 잠재 고객과 시각적 콘텐츠를 공유하여 거래를 성사시키는 데 도움을 준다.        | [ 83 ] |
| 18   | 2018년 9월 16일  | Glint Inc.   | 웹 애플리케이션          | USA    | -            | 직원 참여 플랫폼.                                                                         | [ 84 ] |
| 19   | May 28, 2019     | Drawbridge   | 마케팅 솔루션            | USA    |              |                                                                                           | [ 85 ] |

### 퍼킨스 소송
2013년, 퍼킨스 대 링크드인 법인(Perkins vs. LinkedIn Corp)이라는 집단 소송이 회사에 제기되었는데, 회원이 허락 없이 이메일 주소록의 연락처에 자동으로 초대장을 보냈다는 혐의였다. 법원은 링크드인이 초대장을 보내는 허락을 받았지만, 두 번의 추가 알림 이메일에 대해서는 허락을 받지 않았다는 링크드인의 주장에 동의했다. 링크드인은 2015년에 1,300만 달러(2015년 기준 $1402만에 해당)에 소송을 합의했다. 많은 회원들이 "집단 소송 합의 법적 고지"라는 제목의 이메일을 받았을 것이다. 사건 번호는 13-CV-04303-LHK이다.

### hiQ Labs 대 LinkedIn
2017년 5월, 링크드인은 공개 프로필에서 데이터를 수집하여 고객에게 데이터 분석을 제공하는 실리콘 밸리 스타트업 hiQ Labs에 대해 중단 및 금지 명령 서한을 보냈다. 이 서한은 hiQ에 링크드인 서버에서 데이터를 즉시 "스크래핑"하는 것을 중단하라고 요구했으며, CFAA(컴퓨터 사기 및 남용법) 및 DMCA(디지털 밀레니엄 저작권법) 위반을 주장했다. 이에 hiQ는 샌프란시스코의 캘리포니아 북부 지방법원에 링크드인을 고소하며, 법원이 요청의 타당성을 검토하는 동안 링크드인이 공개 프로필에 대한 접근을 차단하지 못하도록 금지해 달라고 요청했다. 법원은 링크드인에 대한 예비 금지 명령을 발부했으며, 이에 따라 링크드인은 hiQ가 공개 데이터를 계속 수집하도록 허용해야 했다. 링크드인은 이 판결에 항소했으며, 2019년 9월 항소 법원은 링크드인의 주장을 기각하고 예비 금지 명령을 유지했다. 분쟁은 현재 진행 중이다.

## 회원 수

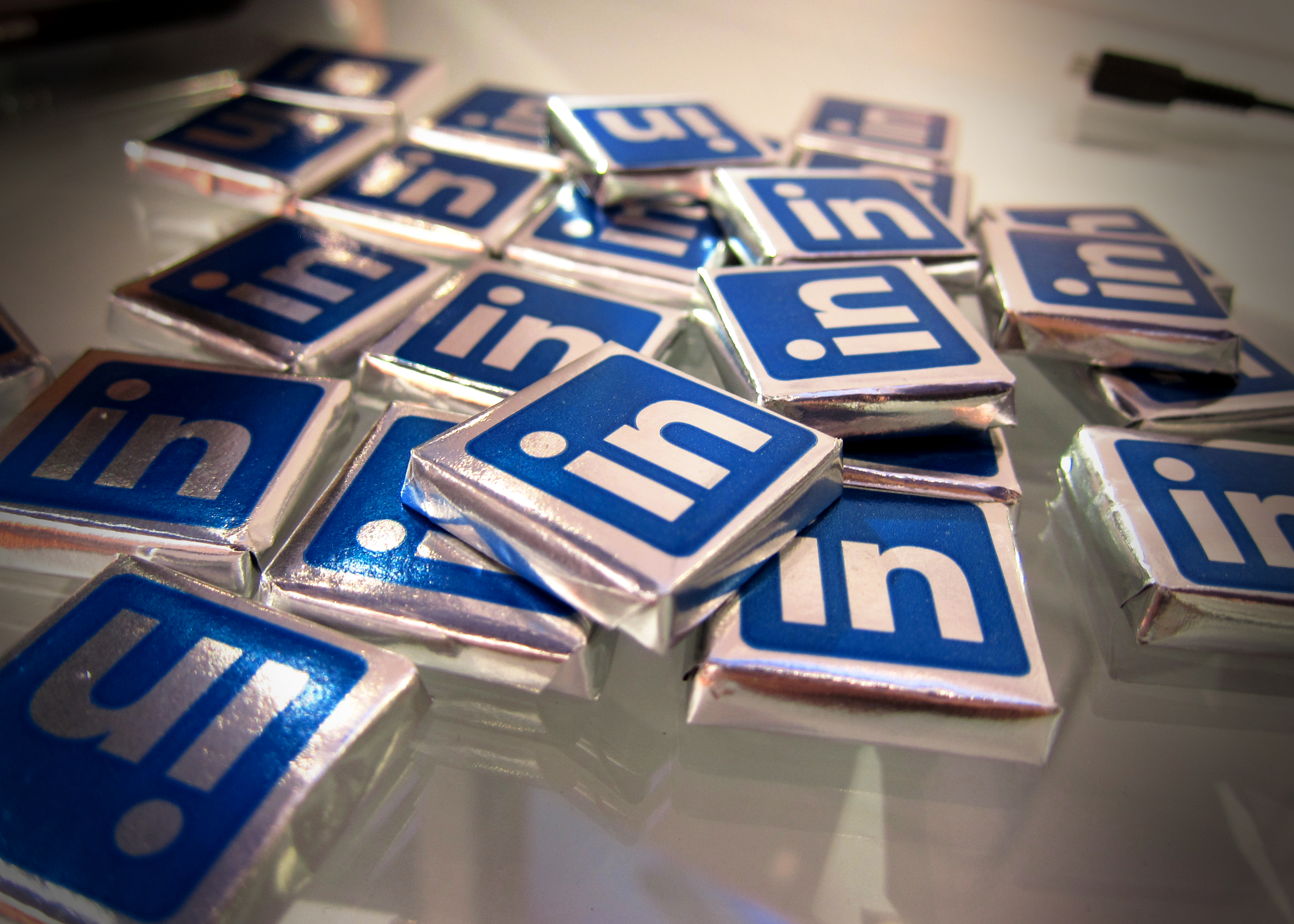
소셜 미디어 웹사이트는 링크드인 브랜드 초콜릿에서 볼 수 있듯이 "전통적인" 마케팅 방식을 사용할 수도 있다.

2015년, 링크드인은 200개 이상의 국가 및 지역에서 4억 명 이상의 회원을 보유했으며, 이는 경쟁사인 비아데오 (2013년 기준 5천만 명)보다 훨씬 많았다. 2011년에는 매초 약 2명의 새로운 회원이 증가했다. 2020년, 링크드인 회원은 6억 9천만 명 이상으로 증가했다. 2021년 9월 현재, 링크드인은 200개 이상의 국가 및 지역에서 7억 7,400만 명 이상의 등록된 회원을 보유하고 있다. 2023년 11월, 링크드인은 회원 수 10억 명을 달성했다.

## 플랫폼 및 기능

### 사용자 프로필 네트워크

#### 기본 기능
링크드인의 기본 기능은 사용자가 프로필을 생성할 수 있게 해주며, 직원들의 경우 일반적으로 업무 경험, 교육 및 훈련, 기술, 개인 사진을 설명하는 이력서로 구성된다. 고용주는 일자리를 게시하고 잠재적인 지원자를 검색할 수 있다. 사용자는 자신의 연락처 네트워크에 있는 사람이 추천하는 일자리, 사람, 사업 기회를 찾을 수 있다. 또한 사용자는 지원하고 싶은 일자리를 저장할 수 있다. 사용자는 다양한 회사를 팔로우할 수도 있다.
이 사이트는 또한 회원들이 실제 직업 관계를 나타낼 수 있는 온라인 사회 연결망에서 서로 "연결"할 수 있게 해준다. 회원은 누구든지 연결이 되도록 초대할 수 있다. 사용자는 연결의 연결(2차 연결이라고 함) 및 2차 연결의 연결(3차 연결이라고 함)에 대한 소개를 얻을 수 있다.
회원의 연결 목록은 여러 방식으로 사용될 수 있다. 예를 들어, 사용자는 관심 있는 회사에서 일하는 2차 연결을 검색한 다음, 공통된 특정 1차 연결에게 소개를 요청할 수 있다. "게이트 액세스 방식"(어떤 전문가와도 접촉하려면 기존 관계 또는 그들의 연락처 개입이 필요함)은 서비스 사용자 간의 신뢰를 구축하기 위한 것이다. 링크드인은 EU의 국제 안전 항구 프라이버시 원칙에 참여했다.
사용자는 다양한 방식으로 서로 상호 작용할 수 있다.
- 연결은 게시물을 "좋아요"하거나 생일, 기념일 및 새로운 직위와 같은 업데이트에 대해 다른 사람들을 "축하"하고, 직접 메시지를 통해 상호 작용할 수 있다.
- 사용자는 링크드인 비디오 도입으로 텍스트 및 필터가 있는 비디오를 공유할 수 있다.[96][97]
- 사용자는 자신의 네트워크와 공유하기 위해 링크드인 플랫폼 내에서 게시물과 기사를 작성할 수 있다.[98]

2012년 9월부터 링크드인은 사용자가 서로의 기술을 "추천"할 수 있도록 허용했다. 그러나 긍정적인 콘텐츠 이외의 다른 것을 표시할 방법은 없다. 링크드인은 회원이 가질 수 있는 기술을 생성하는 알고리즘을 사용하여 추천을 요청한다. 회원은 이러한 요청을 거부할 수 없으므로, 때로는 회원이 존재하지 않는 기술에 대한 추천을 요청하는 것처럼 보일 수 있다.

### 애플리케이션
링크드인 '애플리케이션'은 종종 링크드인의 개발자 API와 상호 작용하는 외부 서드파티 애플리케이션을 지칭한다. 그러나 어떤 경우에는 사용자 프로필 페이지에 표시되는 승인된 애플리케이션을 지칭할 수도 있다.

#### 외부, 서드파티 애플리케이션
2015년 2월, 링크드인은 개발자 API에 대한 업데이트된 이용 약관을 발표했다. 개발자 API는 회사와 개인 모두에게 관리되는 서드파티 애플리케이션 생성을 통해 링크드인의 데이터와 상호 작용할 수 있는 기능을 제공한다. 애플리케이션은 사용자 데이터에 액세스하기 전에 검토 과정을 거쳐 사용자로부터 허가를 요청해야 한다.
API의 일반적인 사용법은 링크드인의 개발자 문서에 설명되어 있다. 다음을 포함한다.
- 링크드인을 사용하여 외부 서비스에 로그인
- 사용자 프로필에 항목 또는 속성 추가
- 사용자 타임라인에 항목 또는 기사 공유

#### 프로필에 삽입됨
2008년 10월, 링크드인은 외부 온라인 서비스를 회원 프로필 페이지에 삽입할 수 있는 "애플리케이션 플랫폼"을 활성화했다. 초기 애플리케이션 중에는 링크드인 회원이 읽고 있는 책을 표시할 수 있는 아마존 독서 목록, 트립잇(Tripit)과의 연결, 회원이 자신의 링크드인 프로필에 최신 블로그 게시물을 표시할 수 있는 식스 어파트, 워드프레스 및 타입패드 애플리케이션이 포함되어 있었다. 2010년 11월, 링크드인은 기업들이 회사 프로필 페이지에 제품과 서비스를 나열할 수 있도록 허용했으며, 또한 링크드인 회원이 제품과 서비스를 "추천"하고 리뷰를 작성할 수 있도록 했다. 얼마 지나지 않아 아마존의 독서 목록을 포함한 일부 외부 서비스는 더 이상 지원되지 않았다.

### 모바일
사이트의 모바일 버전은 2008년 2월에 출시되었으며, 중국어, 영어, 프랑스어, 독일어, 일본어, 스페인어의 6개 언어로 제공되었다. 2011년 1월, 링크드인은 모바일 앱 개발사인 CardMunch를 인수했다. 이 앱은 명함을 스캔하여 연락처로 변환한다. 2013년 6월, CardMunch는 사용 가능한 링크드인 앱으로 언급되었다. 2013년 10월, 링크드인은 아이폰 사용자를 위한 "Intro"라는 서비스를 발표했는데, 이 서비스는 기본 iOS 메일 프로그램에서 메일 메시지를 읽을 때 해당 사람과의 통신에 그 사람의 링크드인 프로필 썸네일을 삽입한다. 이는 아이폰을 통한 모든 이메일을 링크드인 서버를 통해 재라우팅함으로써 이루어지며, 보안 회사 Bishop Fox는 이에 대해 심각한 개인 정보 보호 문제가 있고, 많은 조직의 보안 정책을 위반하며, 중간자 공격과 유사하다고 주장한다.

### 그룹
링크드인은 또한 매일 관심 그룹의 형성을 지원한다. 2012년에는 1에서 744,662명에 이르는 1,248,019개의 그룹이 있었다. 그룹은 그룹 소유자 및 관리자가 중재하는 제한된 형태의 토론 공간을 지원한다. 그룹은 회원만 접근할 수 있는 비공개 그룹일 수도 있고, 메시지를 게시하려면 가입해야 하지만 일반 인터넷 사용자에게 공개될 수도 있다. 그룹은 스팸 방지 솔루션에 쉽게 걸리지 않고 광범위한 청중에게 도달할 수 있는 기능을 제공하기 때문에 끊임없는 스팸 게시물이 발생하며, 현재 이러한 목적을 위한 스팸 서비스를 제공하는 다양한 회사가 존재한다. 링크드인은 스팸 양을 줄이기 위한 몇 가지 메커니즘을 고안했지만, 최근에는 그룹 소유자가 신규 회원의 이메일 주소를 확인하여 스패머인지 판단하는 기능을 제거하기로 결정했다. 그룹은 또한 전문가 서클 내에서 가장 많이 논의되는 주제를 포함하여 그룹 업데이트가 포함된 이메일을 통해 회원들에게 정보를 제공한다.
2011년 12월, 링크드인은 그룹에 투표 기능을 도입할 것이라고 발표했다. 2013년 11월, 링크드인은 플랫폼에 쇼케이스 페이지 추가를 발표했다. 2014년, 링크드인은 제품 및 서비스 페이지를 제거할 것이라고 발표했으며 이는 쇼케이스 페이지에 더 집중하기 위함이었다.

### 지식 그래프
링크드인은 현장이나 조직 또는 네트워크에서 일하는 모든 사람을 연결하는 데 도움이 되는 내부 지식 그래프를 유지한다. 이는 각 개체 주변의 이웃을 쿼리하여 관련 업데이트를 찾는 데 사용될 수 있다.
이를 통해 요약 보기 및 분석을 위해 개체에 대한 새로운 속성 또는 추가 정보를 추론할 수 있는 기계 학습 모델을 훈련할 수도 있다.

### 단종된 기능
2013년 1월, 링크드인은 LinkedIn Answers 지원을 중단했으며, 그 이유로 '링크드인 전체에서 전문적인 주제를 공유하고 토론하는 새롭고 더 매력적인 방식의 개발에 집중'할 것이라고 밝혔다. 이 기능은 2007년에 출시되었으며, 사용자가 네트워크에 질문을 게시하고 답변의 순위를 매길 수 있도록 했다.
2014년, 링크드인은 전문 네트워크를 시각화할 수 있는 기능인 InMaps를 단종했다. 이 기능은 2011년 1월부터 사용되었다.
회사 웹사이트에 따르면, 링크드인 추천(LinkedIn Referrals)은 2018년 5월 이후 더 이상 제공되지 않는다.
2021년 9월, 링크드인은 2020년 10월 전 세계적으로 출시된 기능인 링크드인 스토리를 중단했다.

## 사용법

### 개인 브랜딩

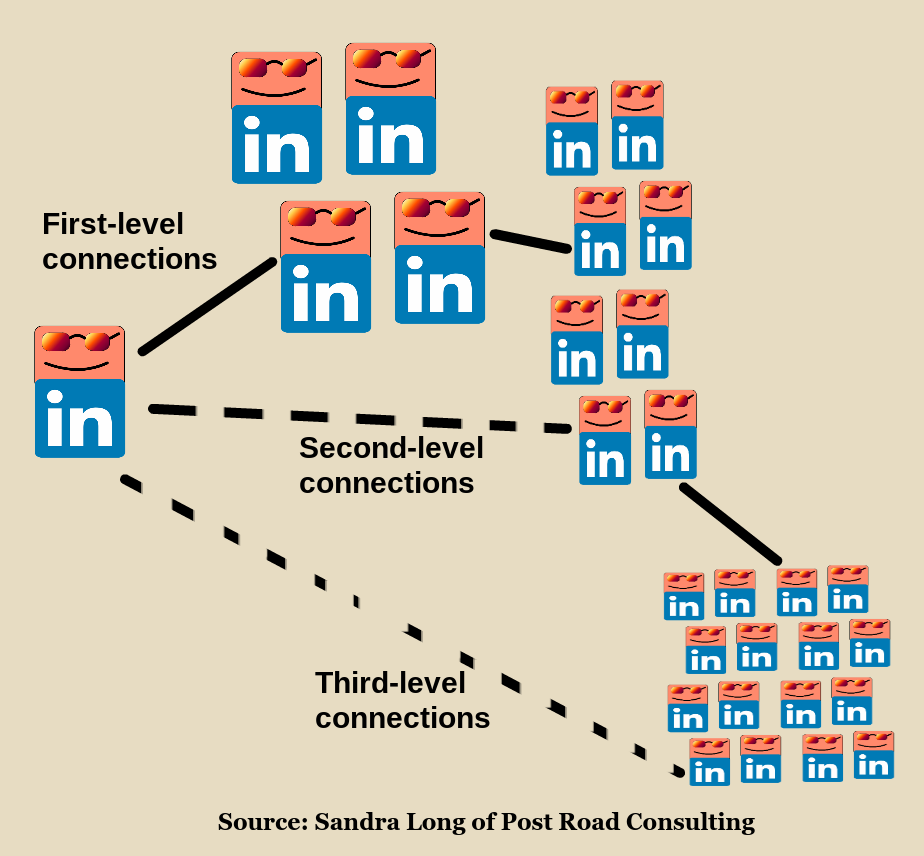
사용자가 다른 사용자의 초대를 수락하면 1차 연결이 된다. 링크드인이 2차 연결 및 3차 연결이라고 부르는 방식으로 다른 사용자의 연결과 간접적으로 연결된다.

링크드인은 개인 브랜딩에 특히 적합하며, 산드라 롱에 따르면 이는 "자신의 이미지와 독특한 가치를 적극적으로 관리"하여 경력 기회를 확보하는 것을 의미한다. 링크드인은 단순히 구직자를 위한 플랫폼에서 사용자가 개인 브랜드를 만들 수 있는 소셜 네트워크로 진화했다. 경력 코치 파멜라 그린은 개인 브랜드를 "사람들이 당신과 상호 작용함으로써 얻기를 원하는 감정적 경험"이라고 설명하며, 링크드인 프로필은 그 한 측면이다. 대조적인 보고서에 따르면 개인 브랜드는 "링크드인, 트위터 및 기타 네트워크에 전시되어 전문성을 보여주고 새로운 연결을 촉진하는 대중적인 페르소나"이다.
링크드인은 전문가들이 사이트 자체 및 전 세계 웹에서 자신의 브랜드를 노출할 수 있도록 한다. 링크드인이 프로필 강도 측정기(Profile Strength Meter)라고 부르는 도구를 통해 사용자가 검색 엔진의 가시성을 최적화할 수 있도록 프로필에 충분한 정보를 제공하도록 권장한다. 사용자가 사이트에서 전문 그룹에 속해 있다면 링크드인 존재감을 강화할 수 있다. 이 사이트는 사용자가 자신의 프로필에 비디오를 추가할 수 있게 한다. 일부 사용자는 프로필 사진을 위해 전문 사진가를 고용한다. 비디오 프레젠테이션도 프로필에 추가할 수 있다. 링크드인의 기능이 너무나 빠르게 확장되어, 사용자들이 시스템을 탐색하는 데 도움을 주기 위한 외부 컨설턴트들의 소규모 산업이 생겨났다. 특히 사용자들의 링크드인 프로필 작성을 돕는 데 중점을 둔다.
링크드인에는 숨을 곳이 없다... 프로필에서 사람들이 저지르는 가장 큰 실수는 사진이 없다는 것이다.— 산드라 롱, 포스트 로드 컨설팅, 2017년

2012년 10월, 링크드인은 LinkedIn Influencers 프로그램을 시작했는데, 이 프로그램은 전 세계의 오피니언 리더들이 링크드인 회원들과 전문적인 통찰력을 공유하는 것을 특징으로 한다. 2016년 5월 현재, 750명 이상의 인플루언서가 있다. 이 프로그램은 초대 전용이며, 리처드 브랜슨, 나렌드라 모디, 애리애나 허핑턴, 그렉 맥키온, 람 이매뉴얼, 제이미 다이먼, 마사 스튜어트, 디팩 초프라, 잭 웰치, 빌 게이츠 등 다양한 산업 분야의 리더들이 참여한다.

### 구직
구직자와 고용주는 링크드인을 널리 사용한다. 잭 마이어에 따르면, 이 사이트는 전문가들이 온라인으로 네트워킹할 수 있는 "최고의 디지털 플랫폼"이 되었다. 오스트레일리아에는 약 천2백만 명의 직업 전문가가 있는데, 그 중 천만 명이 링크드인을 사용하고 있다고 아나스타샤 산토레네오스는 말한다. 이는 미래 고용주가 "아마도 사이트에 있을 것"이라는 가능성이 높다는 것을 시사한다. 전 세계 수치를 기반으로 한 한 추정치에 따르면, 1억 2,200만 명의 사용자가 링크드인을 통해 구직 면접을 보았고, 3,500만 명이 링크드인 온라인 연결을 통해 고용되었다.
링크드인은 또한 사용자가 관심 있는 회사, 비영리 단체 및 정부를 조사할 수 있도록 한다. 검색창에 회사 또는 조직의 이름을 입력하면 해당 회사 또는 조직에 대한 팝업 데이터가 나타난다. 이러한 데이터에는 여성 대 남성 직원의 비율, 회사 내 가장 일반적인 직책/직위의 비율, 회사 본사 및 사무실의 위치, 현재 및 이전 직원 목록이 포함될 수 있다. 2011년 7월, 링크드인은 회사들이 채용 공고 페이지에 "링크드인으로 지원하기" 버튼을 포함할 수 있는 새로운 기능을 출시했다. 새로운 플러그인을 통해 잠재적 직원은 자신의 링크드인 프로필을 이력서로 사용하여 직위에 지원할 수 있게 되었다.
링크드인은 소규모 기업이 고객과 연결하는 데 도움이 될 수 있다. 사이트의 용어로는, 두 사용자가 서로의 초대를 수락하면 "1차 연결"이 된다. 그들 각각에게 연결된 사람들은 "2차 연결"이고, 2차 연결에 연결된 사람들은 "3차 연결"이다. 이는 사용자의 내부 링크드인 네트워크를 형성하여 사용자의 프로필이 검색에서 나타날 가능성을 높인다.
링크드인의 프로파인더(Profinder)는 프리랜서가 월간 구독료를 내고 개인 및 소규모 기업이 제출한 프로젝트 제안에 입찰할 수 있는 마켓플레이스이다. 2017년에는 인물 사진 촬영, 장부 정리 또는 세금 신고와 같은 140개 이상의 서비스 분야에 약 6만 명의 프리랜서가 있었다.
누군가와 연결하는 전제는 최근 몇 년 동안 크게 바뀌었다. 2017년 새로운 인터페이스가 출시되기 전에는 링크드인이 이미 함께 일했거나, 공부했거나, 사업을 했거나, 비슷한 관계에 있는 사람들 간의 연결을 장려했다. 2017년 이후에는 연결 요청 과정에서 해당 단계가 제거되었으며, 사용자는 최대 30,000명과 연결할 수 있게 되었다. 이러한 변화는 링크드인이 경력 이동을 확보하려는 구직자나 새로운 고객 리드를 생성하려는 영업 사원에게 더 적극적인 네트워킹 사이트가 되었음을 의미한다.

### 최고 기업
링크드인 최고 기업은 링크드인에서 발행하는 일련의 목록으로, 미국, 오스트레일리아, 브라질, 캐나다, 중국, 프랑스, 독일, 인도, 인도네시아, 일본, 멕시코, 대한민국, 스페인, 영국에서 구직자들의 가장 뜨거운 관심을 받는 기업들을 식별한다. 2019년 목록에서는 구글의 모회사인 알파벳이 가장 인기 있는 미국 기업으로 선정되었고, 페이스북이 2위, 아마존이 3위를 차지했다. 이 목록은 전 세계 링크드인 회원들의 10억 개 이상의 행동을 기반으로 한다. 최고 기업 목록은 2016년에 시작되었으며 매년 발행된다. 2021년 최고 목록에서는 아마존이 1위 기업으로 선정되었고, 알파벳이 2위, JP모건 체이스가 3위를 차지했다.

### 최고 음성 및 기타 순위
2015년부터 링크드인은 플랫폼에서 "게시물로 가장 많은 참여와 상호작용을 유도한 회원"을 인정하는 연간 최고 음성 순위를 발표해 왔다. 2020년 목록에는 데이터 과학부터 스포츠에 이르는 14개의 산업 카테고리와 오스트레일리아부터 이탈리아에 이르는 14개의 국가 목록이 포함되었다.
링크드인은 또한 "고용 성장, 잠재적 후보자로부터의 구직 관심, 참여도, 최고 인재 유치"를 기반으로 12개 이상의 국가에서 최고의 스타트업에 대한 데이터 기반 연간 순위를 발표한다.

### 광고 및 유료 연구
2008년, 링크드인은 후원 광고의 한 형태로 LinkedIn DirectAds를 출시했다. 2008년 10월, 링크드인은 전 세계 3천만 명의 전문가들로 구성된 소셜 네트워크를 B2B 연구의 잠재적 표본으로 개방할 계획을 밝혔다. 이는 일부에게는 광고보다 더 유망해 보이는 잠재적인 소셜 네트워크 수익 모델인 연구를 테스트하는 것이었다. 2013년 7월 23일, 링크드인은 Sponsored Updates 광고 서비스를 발표했다. 이제 개인과 기업은 수수료를 지불하고 링크드인이 자신들의 콘텐츠를 후원하여 사용자 기반에 퍼뜨릴 수 있게 되었다. 이는 링크드인과 같은 소셜 미디어 사이트가 수익을 창출하는 일반적인 방법이다.
링크드인은 2018년에 캐러셀 광고 기능을 출시하여 플랫폼의 광고 옵션에 최신 기능을 추가했다. 캐러셀 광고를 통해 기업은 일련의 스와이프 가능한 카드를 통해 제품 또는 서비스를 선보일 수 있으며, 각 카드에는 고유한 이미지, 헤드라인 및 설명이 포함된다. 이러한 광고는 신제품 출시 홍보, 웹사이트 트래픽 유도, 잠재 고객 확보, 브랜드 인지도 구축과 같은 다양한 마케팅 목표에 사용될 수 있다.

### 비즈니스 매니저
2022년 7월 22일, 링크드인은 비즈니스 매니저 생성을 발표했다. 새로운 비즈니스 매니저는 대기업 및 에이전시가 사람, 광고 계정 및 비즈니스 페이지를 더 쉽게 관리할 수 있도록 설계된 중앙 집중식 플랫폼이다.

### 출판 플랫폼
2015년, 링크드인은 자사의 출판 플랫폼에 분석 도구를 추가했다. 이 도구는 저자가 게시물의 트래픽을 더 잘 추적할 수 있도록 한다. 이 기능과 관련하여 링크드인은 게시물 성과 분석을 통해 사용자의 게시물을 명확하게 모니터링하는 데 관심을 가지고 수년 동안 더 많은 사용자를 확보했다.

## 경제 그래프
페이스북의 "소셜 그래프"에서 영감을 받아, 링크드인 CEO 제프 와이너는 2012년에 10년 안에 "경제 그래프"를 만드는 목표를 세웠다. 목표는 세계 경제와 그 안의 연결고리에 대한 포괄적인 디지털 지도를 만드는 것이었다. 경제 그래프는 회사, 직업, 기술, 자원봉사 기회, 교육 기관, 콘텐츠를 포함한 데이터 노드를 통해 회사의 현재 플랫폼을 기반으로 구축될 것이었다. 이 프로젝트의 비전은 전 세계의 모든 직업 목록, 해당 직업을 얻는 데 필요한 모든 기술, 해당 직업을 채울 수 있는 모든 전문가, 그리고 그들이 일하는 모든 회사(비영리 및 영리)를 포함하는 것이었다. 궁극적인 목표는 투명성을 높여 세계 경제와 고용 시장을 더 효율적으로 만드는 것이다. 2014년 6월, 이 회사는 "브라질의 하둡 경험이 있는 엔지니어"와 같은 사용자 검색을 통해 사용자가 경제 그래프 데이터에 더 철저하게 필터링하여 접근할 수 있도록 "갈렌(Galene)" 검색 아키텍처를 발표했다.
링크드인은 경제 그래프 데이터를 사용하여 구직 시장의 여러 주제에 대한 블로그 게시물을 게시했다. 여기에는 최근 대학 졸업생이 선호하는 목적 도시, 기술 기술이 집중된 지역, 그리고 일반적인 경력 전환 등이 포함된다. 링크드인은 뉴욕시에 도시의 "테크 인재 파이프라인" 프로젝트를 위한 "수요가 많은" 기술 기술을 보여주는 경제 그래프 데이터를 제공했다.

## 네트워킹에서의 역할
링크드인은 온라인 무역 간행물 테크리퍼블릭에 의해 "전문 네트워킹을 위한 사실상의 도구"로 묘사되었다. 링크드인은 또한 비즈니스 관계를 조성하는 유용성으로 칭찬받았다. 포브스에 따르면 "링크드인은 단연코 오늘날 구직자와 비즈니스 전문가에게 가장 유리한 소셜 네트워킹 도구"이다. 링크드인은 공동 창업자 에디 루의 시카고 스타트업 Shiftgig (2012년 시간제 근로자를 위한 플랫폼으로 출시)과 같은 전문 네트워킹 기회 창출에 영감을 주었다.

## 비판과 논란

### 논란의 여지가 있는 디자인 선택

#### 추천 기능
링크드인 회원이 서로의 기술과 경험을 "추천"할 수 있는 기능은 추천이 반드시 정확하거나 회원의 기술에 익숙한 사람들에 의해 제공되는 것이 아니기 때문에 무의미하다는 비판을 받아왔다. 2016년 10월, 링크드인은 "누가 당신을 추천했는지 정말 중요하며" 비판에 대처하기 위해 "동료 및 기타 상호 연결"의 추천을 강조하기 시작했다고 인정했다.

#### 스팸 발송을 위한 회원 이메일 계정 사용
링크드인은 회원 동의 없이 아웃룩 연락처에 "초대 이메일"을 보낸다. "초대장"은 이메일 소유자 자신이 초대장을 보낸 것처럼 보이게 한다. 응답이 없으면 답변이 여러 번 반복된다("XY의 초대에 아직 답변하지 않았습니다."). 링크드인은 이메일 계정을 탈취하고 스팸을 보낸 혐의로 미국에서 고소당했다. 회사는 표현의 자유권을 주장했다. 또한, 관련 사용자들은 네트워크 구축에 지원을 받았을 것이라고 했다.
가입 과정에는 사용자가 이메일 비밀번호를 입력하는 것이 포함된다(옵트아웃 기능이 있음). 그러면 링크드인은 해당 주소록에 있는 모든 회원 또는 사용자가 이메일 대화를 나눈 모든 회원에게 연락처 초대장을 보낼 것을 제안한다. 회원의 이메일 주소록이 열리면 모든 이메일 주소가 선택된 상태로 열리며, 회원에게 "선택된" 이메일 주소 또는 전체에 초대장이 발송될 것이라고 안내된다. 링크드인은 초기, 승인된 초대장을 무시한 친구에게 연결하라는 회원의 각 연락처에 두 번의 후속 초대장을 보낸 혐의로 고소당했다.
2014년 11월, 링크드인은 소송 기각 신청을 기각당했다. 법원은 초대장이 광범위하게 표현의 자유권으로 보호되지 않는 광고이며, 이는 다른 경우라면 사람들의 이름과 이미지를 허가 없이 사용할 수 있도록 허용했을 것이라고 판결했다. 이 소송은 결국 2015년에 링크드인 회원들에게 유리한 판결로 합의되었다.

#### 이메일을 링크드인 서버로 이동
2013년 말, 링크드인 앱이 사용자의 이메일을 가로채어 링크드인 서버로 조용히 옮겨 모든 이메일에 접근한다는 사실이 발표되었다. 링크드인은 중간자 공격을 사용했다.

### 보안 사고

#### 2012년 해킹
2012년 6월, 약 640만 개의 링크드인 사용자 비밀번호의 암호화 해시가 예브게니 니쿨린과 다른 해커들에게 도난당하여 온라인에 게시되었다. 이 사건은 2012년 링크드인 해킹으로 알려져 있다. 이 사건에 대응하여 링크드인은 사용자들에게 비밀번호를 변경하도록 요청했다. 보안 전문가들은 링크드인이 비밀번호 파일에 솔트를 사용하지 않고 SHA-1의 단일 반복을 사용한 것에 대해 비판했다. 2013년 5월 31일, 링크드인은 해커가 계정에 접근하는 것을 방지하는 중요한 보안 강화 기능인 이중 인증을 추가했다. 2016년 5월, 1억 1,700만 개의 링크드인 사용자 이름과 비밀번호가 온라인에서 2,200달러(2016년 기준 $2,377.00에 해당)에 판매되었다. 이 계정 정보는 2012년 링크드인 해킹에서 유출된 것으로 추정되며, 당시 도난당한 사용자 ID의 수는 과소평가되었다. 메시지, 프로필 조회, 네트워크 내 중요한 사건 등에 대한 알림으로 매일 사용자에게 전송되는 많은 양의 이메일을 처리하기 위해 링크드인은 Message Systems의 Momentum 이메일 플랫폼을 사용한다.

#### 2021년 유출
2021년 4월에 공개된 유출은 5억 명의 사용자에게 영향을 미쳤다. 2021년 6월에 공개된 유출은 사용자의 92%에게 영향을 미쳤으며, 연락처 정보, 고용 정보가 노출된 것으로 생각된다. 링크드인은 해당 데이터가 링크드인뿐만 아니라 여러 다른 사이트에서 웹 스크래핑을 통해 수집된 것이며, "사람들이 자신의 프로필에 공개적으로 나열한 정보만 포함되었다"고 주장했다.

### 링크드인에서의 악성 행위

#### 피싱
2013년 세계 감시 폭로에서 에드워드 스노든이 공개한 문서에 따르면, 정부통신본부 (GCHQ, 영국 정보 보안 기관)는 벨기에 통신 네트워크인 벨가콤 직원들을 가짜 링크드인 페이지로 유인하여 침투했다.
2014년, 델 시큐어웍스 카운터 위협 부서(CTU)는 이란 기반의 그룹인 Threat Group-2889가 25개의 가짜 링크드인 계정을 만들었다는 사실을 발견했다. 이 계정들은 완전히 개발된 페르소나이거나 지원 페르소나였다. 그들은 피해자들에게 스피어 피싱과 악성 웹사이트를 사용한다.
르 피가로의 보도에 따르면, 프랑스의 대외안보총국은 중국 스파이들이 링크드인을 이용해 수천 명의 기업 및 정부 관계자들을 잠재적 정보원으로 삼았다고 보고 있다.
2017년, 독일 연방헌법수호청 (BfV)은 중국 정보 기관이 링크드인과 같은 사이트에 가짜 소셜 미디어 프로필을 만들어 독일 정치인과 정부 관리에 대한 정보를 수집했다고 주장하는 정보를 발표했다.
2022년, 이 회사는 피싱 시도에서 가장 모방될 가능성이 높은 브랜드 목록에서 1위를 차지했다.
2023년 8월, 여러 링크드인 사용자들이 해커들의 계정 탈취 및 피싱 시도에 표적이 되었다. 사용자들은 자신의 계정에 접속할 수 없게 되었고, 몸값을 지불하지 않으면 계정이 영구 삭제될 것이라는 협박을 받았다.

#### 허위 및 오도 정보
링크드인은 오보 및 역정보 처리 방식에 대해 면밀한 조사를 받아왔다. 이 플랫폼은 가짜 프로필과 코로나19 및 2020년 미국 대통령 선거에 대한 허위 정보에 대처하는 데 어려움을 겪었다.

### 정책

#### 개인 정보 보호 정책
독일의 슈티프퉁 바렌테스트는 링크드인과 사용자 간의 권리 균형이 불균형하여 사용자의 권리를 지나치게 제한하는 반면 회사에는 광범위한 권리를 부여한다고 비판했다. 또한 링크드인이 소비자 보호 센터의 요청에 응답하지 않는다는 주장도 제기되었다.

#### DEI
2025년 1월, 제2차 트럼프 행정부 기간 동안 링크드인은 다양성, 형평성, 포용성 (DEI) 웹 페이지를 조용히 삭제했다.

#### 계정 정지
링크드인은 2022년부터 사용자에게 사전 통지 없이 기준을 따르지 않는 계정을 삭제하고 있다.

## 학술 연구
링크드인의 방대한 데이터는 과학자와 기계 학습 연구자들이 통찰력을 추출하고 제품 기능을 구축하는 데 도움이 된다. 예를 들어, 이 데이터는 이력서의 기만적인 패턴을 파악하는 데 도움이 될 수 있다. 연구 결과에 따르면 사람들은 온라인 이력서에서 직업 경험보다 취미에 대해 거짓말을 하는 경우가 많았다.

### 노동 시장 효과
2010년, 소셜 사이언스 컴퓨터 리뷰는 경제학자 랄프 캐어스와 바네사 캐스텔린스가 벨기에의 링크드인 및 페이스북 사용자 각각 398명과 353명에게 온라인 설문지를 보내, 두 사이트 모두 전문 직업 구직자를 채용하고 지원자에 대한 추가 정보를 얻는 도구가 되었으며, 채용 담당자들이 어떤 지원자가 면접을 받을지 결정하는 데 사용되고 있다는 사실을 발견한 연구를 발표했다. 2017년 5월, Research Policy는 박사 학위 소지자의 링크드인 사용에 대한 분석을 발표했는데, 산업계로 진출하는 박사 학위 소지자는 링크드인 계정을 가질 가능성이 높고 링크드인 연결망이 더 크며, 해외 공동 저자가 있는 경우 링크드인을 더 많이 사용하고, 박사 학위를 취득한 후 해외로 이주하는 경우 네트워크가 더 넓다는 것을 발견했다.
또한 2017년에는 사회학자 오퍼 샤론이 실업자들과 인터뷰를 진행하여 링크드인과 페이스북이 노동 시장 중개자로서 미치는 영향을 조사한 결과, 소셜 네트워킹 서비스(SNS)가 능력 평가와 거의 관련 없는 필터링 효과를 가지고 있으며, 이 SNS 필터링 효과가 근로자들에게 SNS 필터링 효과의 논리에 맞춰 경력을 관리하도록 새로운 압력을 가하고 있음을 발견했다. 2018년 10월, 포스터 경영대학 교수 멜리사 리, 엘리나 황, 용 탄은 구직자들이 대상 회사나 대상 분야에서 일하는 전문가와 링크드인 연결을 맺는 일반적인 전문 네트워킹 전술이 실제로 추천을 얻는 데 도움이 되는지 여부에 대한 경험적 분석을 수행했으며, 그 결과 구직자들은 직업 유사성과 경쟁으로부터의 자기 보호로 인해 대상 회사나 대상 분야에 고용된 직원에 의해 추천될 가능성이 낮다는 것을 발견했다. 리, 황, 탄은 또한 구직자보다 더 높은 직급에 있는 추천 직원들이 추천을 제공할 가능성이 높으며, 성별 동종애는 경쟁 자기 보호 효과를 줄이지 못한다는 것을 발견했다.
2019년 7월, 사회학자 스티브 맥도널드, 아만다 K. 다마린, 제넬 로혼, 아니카 윌콕스는 미국 남부 두 대도시의 61명의 인적자원 채용 담당자와 질적 인터뷰를 실시하여, 낮은 숙련도 및 일반 숙련도 직책을 채용하는 담당자들은 일반적으로 온라인 구인 게시판에 광고를 게시하는 반면, 높은 숙련도 또는 관리자 직책을 채용하는 담당자들은 링크드인에서 소극적 후보자(즉, 적극적으로 일자리를 찾고 있지는 않지만 직책을 변경할 의향이 있는 취업자)를 대상으로 한다는 사실을 발견했다. 그들은 이것이 이미 취업한 고숙련 근로자를 빼내려는 채용 담당자들의 노력으로 인해 승자독식 구직 시장이 양분화되고 있으며, 적극적인 구직자들은 경쟁이 치열한 온라인 구인 게시판에만 의존하게 된다고 결론지었다. 2001년 12월, ACM SIGGROUP Bulletin은 블루 칼라 노동자의 휴대폰 사용에 대한 연구를 발표했는데, 디지털 시대에 블루 칼라 노동자가 일자리를 찾는 도구에 대한 연구가 이상하게도 부재하며, 그러한 연구의 부재가 기술 설계 선택을 통해 관리자의 손에 더 큰 권한을 집중시킬 수 있다는 우려를 표명했다.
2019년 9월 워킹 페이퍼에서 경제학자 로렐 휠러, 로버트 갈릭, RTI 인터내셔널 학자 에릭 존슨, 패트릭 쇼, 마리사 가가노는 남아프리카 공화국 구직자들을 대상으로 링크드인을 구직 준비 프로그램의 일환으로 사용하도록 훈련시키는 무작위 평가를 실시했다. 이 평가는 훈련이 구직자와 잠재 고용주 간의 정보 마찰을 줄여 구직자들의 고용률을 약 10% 증가시켰으며, 이 훈련이 약 12개월 동안 지속되었고, 훈련이 추천을 촉진했을 수도 있지만 구직 비용을 줄이지는 않았으며, 평가에서 실험군과 대조군의 일자리는 유지, 승진, 영구 계약 체결 확률이 동일하다는 것을 발견했다. 2020년, 응용경제학은 경제학자 스테판 브레너, 세젠 악신 시브리카야, 요아힘 슈발바흐가 링크드인을 사용하여 고위직 개인이 네트워킹 혜택을 받기 위해 자신의 경력 상태에 불만을 가진 근로자가 불리하게 서비스에 자기선택하는 것이 아니라 전문 네트워킹 서비스에 자기선택한다는 것을 입증한 연구를 발표했다.

## 국제적 제한
2011년 2월, "재스민 혁명" 촉구 이후 링크드인이 중국에서 차단되었다고 보도되었다. 이는 반체제 인사들이 이전에 차단되었던 트위터에 쉽게 접근할 수 있는 방법이었기 때문에 차단된 것으로 추측되었다. 차단 하루 후, 링크드인 접근은 중국에서 복원되었다.
2014년 2월, 링크드인은 "링잉"(한어병음: Lǐngyīng, 뜻: 선도적인 엘리트)이라는 중국어 간체 버전을 출시하며 중국에서 공식적으로 서비스를 확장했다. 링크드인 CEO 제프 와이너는 블로그 게시물에서 중국 규정을 준수하기 위해 사용자가 웹사이트에 게시하는 일부 콘텐츠를 검열해야 할 것이라고 인정했지만, 중국인에게 온라인 서비스를 제공하는 이점이 이러한 우려보다 크다고 말했다. 2017년 가을부터 서구 국가에서 중국으로의 채용 공고는 더 이상 불가능해졌다.
2016년 모스크바 법원은 링크드인이 러시아 시민의 사용자 데이터를 국내 서버에 저장하도록 요구하는 데이터 보존 법률을 위반했기 때문에 러시아에서 차단되어야 한다고 판결했다. 해당 법률은 2014년부터 시행되었다. 이 금지 조치는 2016년 11월 10일에 확정되었으며, 이후 모든 러시아 인터넷 서비스 제공업체는 링크드인을 차단하기 시작했다. 링크드인의 모바일 앱 또한 2017년 1월 러시아에서 구글 플레이와 iOS 앱 스토어에서 금지되었다. 2021년 7월에는 카자흐스탄에서도 차단되었다.
2021년 10월, 여러 학자와 기자들이 프로필 차단 통지를 받은 후, 마이크로소프트는 중국에서 링크드인 운영을 중단하고 소셜 미디어 기능이 없는 중국 전용 앱인 InJobs로 대체할 것이라고 확인했다. 이는 운영 환경의 어려움과 규제 요구 사항 증가를 이유로 들었다. 2023년 5월, 링크드인은 2023년 8월 9일까지 앱을 단계적으로 폐지할 것이라고 발표했다.

## 오픈 소스 기여
2010년부터 링크드인은 여러 내부 기술, 도구 및 소프트웨어 제품을 오픈 소스 도메인에 기여했다. 이러한 프로젝트 중 주목할 만한 것은 2011년 링크드인에서 구축되어 오픈 소스화된 아파치 카프카이다.

## 같이 보기
- 비즈니스 네트워크
- 구직 웹사이트
- 소셜 네트워크 웹사이트 목록
- 평판 시스템
- 사회 연결망
- 소셜 소프트웨어
- 소셜 미디어 타임라인